# John Mulcaster Carrick
Pour les articles homonymes, voir Carrick.
John Mulcaster Carrick (1833 - 22 septembre 1896) est un peintre britannique d'origine écossaise proche du mouvement préraphaélite.

## Biographie
Né dans une famille d'artiste, John Mulcaster Carrick a passé une partie de sa carrière de peintre à Londres. Après avoir voyagé en France, en Suisse et en Espagne, il s'installe finalement dans le Middlesex.
Dès l'âge de 21 ans, ses œuvres sont exposées à la Royal Academy. Son frère Robert Carrick était aussi peintre.
John Mulcaster est surtout connu pour sa peinture Mort d'Arthur (The Death of Arthur)